# Minova
Minova ist ein Ort im Bezirk Kalehe innerhalb der Provinz Sud-Kivu im Osten der Demokratischen Republik Kongo.

## Geographie
Minova befindet sich auf etwa 1470 Metern Höhe. Im Nordwesten liegt der Ort an einer westlich einer Halbinsel gelegenen Bucht des Kiwusees.

## Geschichte
Am 21. Januar 2025 wurde der Ort von der Rebellengruppierung M23 eingenommen.

## Verkehr
Durch den Ort führt die Nationalstraße 2. Sie verläuft parallel zum Kiwusee von Südwesten kommend durch den Ort weiter nach Nordwesten direkt am Ufer des Kiwusees entlang zur Stadt Sake und von dieser aus weiter nach Südosten zur Stadt Goma.